# 1993年莫比爾火車出軌事故
1993年莫比爾火車出軌事故發生於當地時間1993年9月22日2:53 ，一列美鐵日落特快在美國阿拉巴馬州莫比爾東北處出軌墜入河中（該段路線為CSX運輸所有），造成47人死亡，13人受傷。調查後發現，當時大橋被拖船撞壞而列車因此墜入河中。

## 資料
- NTSB RAR-94-1, summary of the accident（页面存档备份，存于）.
- Trainweb page on the accident, including photos（页面存档备份，存于）.
- Sunset Limited: Railroad Marine Accident Recreation: Trial Graphics（页面存档备份，存于）.
- 短片 Aerial and Boat Views of Amtrak Train Derailment, Mobile, Alabama (1993) 可在互联网档案馆自由下载

30°49′02″N 87°59′36″W / 30.8173°N 87.9932°W